# ألفريدو برافو
ألفريدو برافو (بالإسبانية: Alfredo Bravo)‏ هو ناشط حقوق الإنسان وسياسي أرجنتيني، ولد في 30 أبريل 1925 في كونسبسيون ديل أوروغواي في الأرجنتين، وتوفي في 26 مايو 2003 في بوينس آيرس في الأرجنتين بسبب نوبة قلبية. حزبياً، نشط في الحزب الاشتراكي ‏. وقد انتخب عضو مجلس النواب في الأرجنتين.